# Pontinvrea
Pontinvrea (im Ligurischen: O Ponte) ist eine italienische Gemeinde mit 797 Einwohnern (Stand 31. Dezember 2023) in der Region Ligurien. Politisch gehört sie zu der Provinz Savona.

## Geographie
Pontinvrea liegt im nördlichen Abschnitt des Ligurischen Apennins. Die Gemeinde ist von Wäldern umgeben und wird vom Fluss Erro durchflossen. Im Frühling und Herbst sind die Wälder von Pontinvrea ein beliebtes Ziel von Pilzsammlern.
Pontinvrea gehört zu der Comunità Montana del Giovo und ist circa 25 Kilometer von der Provinzhauptstadt Savona entfernt.
Nach der italienischen Klassifizierung bezüglich seismischer Aktivität wurde die Gemeinde der Zone 4 zugeordnet. Das bedeutet, dass sich Pontinvrea in einer seismisch inerten Zone befindet.

## Klima
Die Durchschnittstemperatur im Sommer liegt bei +20,1 °C (Juli). Damit hat Pontinvrea im Sommer gemäßigte Temperaturen im Vergleich zur übrigen Region. Die Winter sind relativ kühl und schneereich, bei einer Durchschnittstemperatur im Januar von +1,5 °C.
Die Gemeinde wird unter Klimakategorie E klassifiziert, da die Gradtagzahl einen Wert von 2325 besitzt. Das heißt, die in Italien gesetzlich geregelte Heizperiode liegt zwischen dem 15. Oktober und dem 15. April für jeweils 14 Stunden pro Tag.